# Friedrich Zimmermann (Buddhist)
Friedrich Albert Oswald Zimmermann (* 8. April 1852 in Degerloch bei Stuttgart; † 30. Juni 1917 in Stuttgart) hat unter dem Namen „Subhadra Bhikschu“ bzw. „Subhadra Bickshu“ das erste buddhistische Lehrwerk in deutscher Sprache: „Buddhistischer Katechismus zur Einführung in die Lehre des Buddha Gotama“ veröffentlicht und gilt als einer der Pioniere des Buddhismus in Deutschland.

## Leben
Friedrich Zimmermann war verheiratet, von Beruf Mathematiker und später Redakteur, war Mitbegründer des „Literarischen Clubs“ in Stuttgart und durch die Lektüre von Schopenhauer zum Buddhismus gekommen. Sein Pseudonym deutet an, dass er gerne selbst Mönch (bhikkhu) geworden wäre, woran ihn aber sein Familienstand und eine Herzkrankheit hinderten.

## Werk

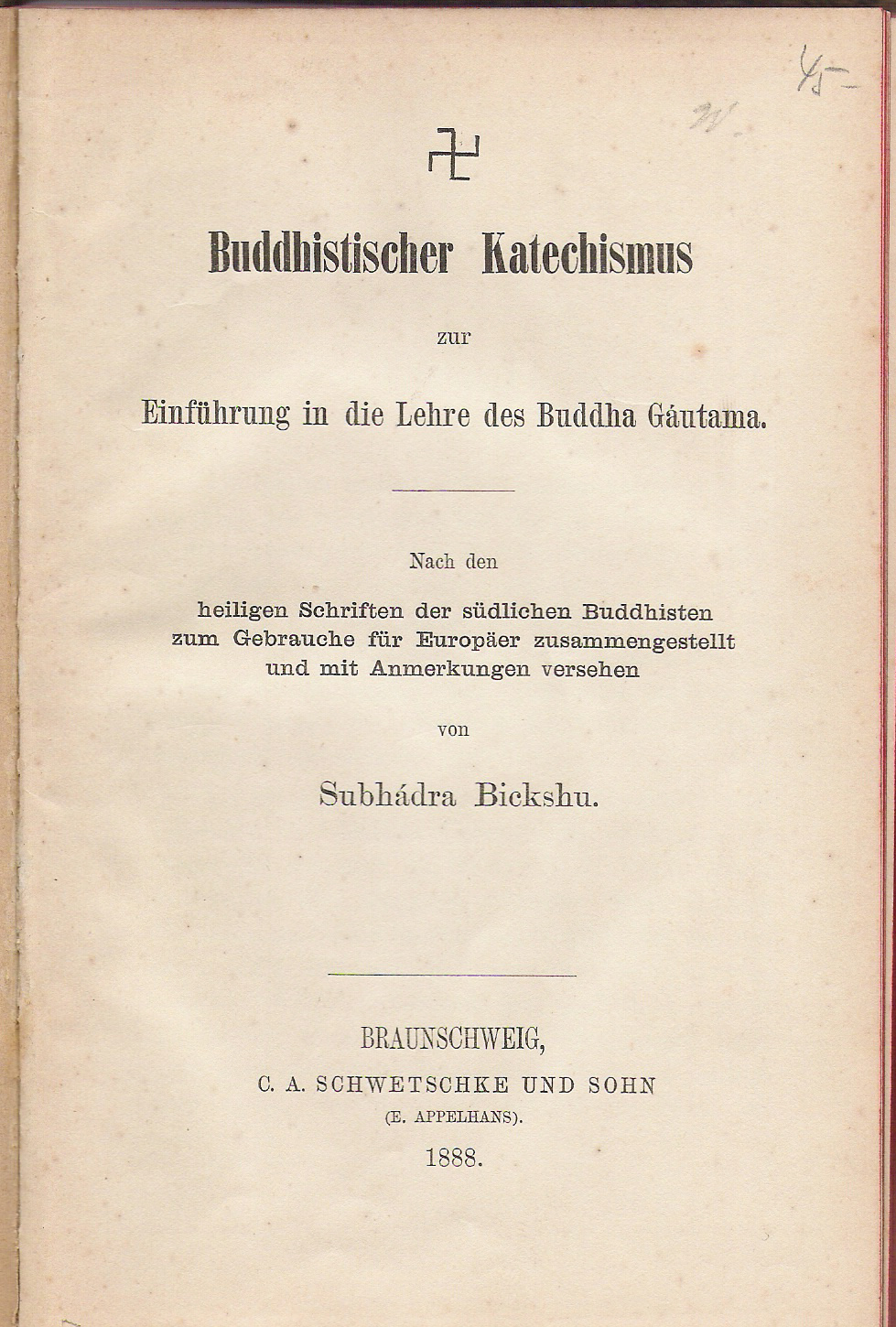
Buddhistischer Katechismus 1888

Sein Buch besteht (in der ersten Auflage 1888) aus 170 Fragen und Antworten zum Thema Buddhismus, angefangen von „1. Zu welcher Religion bekennst du dich?“ bis zu „170. Wie soll nach den Worten der Lehre der wahre Bickshu sein?“. In der Einleitung bezieht sich Zimmermann auf die ein Jahr zuvor erschienene deutsche Ausgabe „Buddhistischer Katechismus“ von Henry Steel Olcott und rechtfertigt die Herausgabe seines Buches mit gleichem Titel folgendermaßen: „Denn obgleich der Olcott'sche Katechismus ursprünglich nur für den ersten Unterricht singhalesischer und birmanischer Kinder bestimmt war und daher naturgemäss den Ansprüchen gebildeter europäischer Leser nicht ganz gerecht werden konnte, wurde die Auflage doch schnell vergriffen, und dadurch der Beweis geliefert, dass auch im Abendlande sich das Interesse für die buddhistische Religion zu regen beginnt.“
Zimmermanns Pionierwerk stieß auf großes Interesse insbesondere außerhalb der akademischen, am Buddhismus interessierten Kreise und erreichte mehrere deutsche Auflagen, sowie Übersetzungen ins Englische (London 1890, New york 1895 und 1908 auch eine in Ceylon durch die Mahabodhi Society), Französische (Paris 1889, Genève 1898), Holländische, Italienische, Schwedische, Tschechische, Ungarische und sogar ins Japanische. Zwei russische Übersetzungen wurden gedruckt aber sofort von der Zensur unterdrückt.
Friedrich Zimmermann verfolgte 1910/11 einen Plan zur Gründung eines buddhistischen Klosters in Europa und rief zu Spenden für das Projekt auf. „Obwohl mit Zimmermann einer der Prominentesten der Szene aufrief, spendeten lediglich neun deutsche Buddhisten 570 Mark.“